# Meglica
Meglíca (tudi nébula; latinsko množina nebulae – megla) je medzvezdni oblak prašnih delcev in plinov. Nekdaj so z meglicami poimenovali vsa astronomska telesa izven naše Galaksije, kakor tudi galaksije.
Meglice so razvrščene po načinu osvetljenosti:
- difuzne meglice so osvetljene
  - emisijske meglice so oblaki ioniziranega plina, osvetljeni od znotraj,
  - refleksijske meglice so osvetljene z odbojem svetlobe bližnjih zvezd,
- temne meglice so neosvetljene. Lahko jih zaznamo, ker zakrivajo zvezde ali druge meglice,
- planetarne meglice so okrogle, sestavljene iz ioniziranega plina.

V meglicah se rojevajo zvezde. Prah v meglicah se zaradi lastnega gravitacijskega privlaka zgoščuje in tvori nove zvezde. Novonastale zvezde lahko ionizirajo okoliške pline in tako nastanejo emisijske meglice.
Nekatere meglice nastanejo pri eksplozijah zvezd. Zvezda, ki prehaja v stanje bele pritlikavke, izvrže svoje zunanje plasti in tvori relativno kratkoživo planetarno meglico. Tudi nove in supernove lahko tvorijo meglice, ostanke nov, oziroma supernov, kot je na primer znana Rakovica.